# Let's Rock
Let's Rock è una compilation di B-side della band pop punk statunitense MxPx. È stata pubblicata il 24 ottobre 2006.

## Elenco delle tracce
- 1."You Walk, I Run" (Registrata nuovamente)
- 2."Every Light" (Inedita)
- 3."1 And 3" (Inedita)
- 4."Don't Forget Me (When You're Gone)" (Inedita)
- 5."Breathe Deep" (Inedita)
- 6."Make Up Your Mind" (Registrata nuovamente)
- 7."Running out Of Time" (Inedita)
- 8."Slow Ride" (Inedita)
- 9."Where Did You Go?" (Inedita)
- 10."Sweet Sweet Thing" (Traccia acustica - Inedita)
- 11."Last Train" (Traccia acustica - Inedita)
- 12."You Walk, I Run" (Traccia acustica - Inedita)

## Formazione
- Mike Herrera (voce e basso)
- Tom Wisniewski (chitarra)
- Yuri Ruley (batteria)